# Stuka-Unglück von Neuhammer
Das Stuka-Unglück von Neuhammer war der schwerste Flugunfall der deutschen Luftwaffe vor dem Zweiten Weltkrieg.
Bei Neuhammer in Schlesien stürzten am 15. August 1939 13 Sturzkampfbomber Junkers Ju 87 der I. Gruppe des Sturzkampfgeschwaders 76 unter Befehl von Gruppenkommandeur Hauptmann Walter Sigel bei einer Vorführung über dem Truppenübungsplatz Neuhammer ab. Die 26 Besatzungsmitglieder kamen ums Leben.
Ziel der Übung im Raum des Truppenübungsplatzes Neuhammer war ein Angriff auf Bodenziele  im Rahmen eines größeren Verbandes durch eine Gruppe Sturzkampfbomber. Drei Staffeln mit jeweils 9 Flugzeugen sollten unmittelbar nacheinander einen Sturzflug mit Bombenwurf durchführen.
Die Wettererkundungsstaffel meldete eine Stunde vor Beginn des Manövers: „Wolkenbank im Zielgebiet, 2/3 bedeckt, Wolkenhöhe 2000 Meter, Wolkenuntergrenze bei 900 Metern, darunter gute Erdsicht“. Der Anflug erfolgte in 4000 Metern. Im Sturz sollten die Wolken durchstoßen werden und vor dem Abfangen zwischen 300 und 400 Metern sollte das Ziel ins Visier kommen.
Die tatsächliche Wolkenuntergrenze lag jedoch beim Anflug der Gruppe bei nur rund 100 Metern. Das machte ein Erkennen der wirklichen Höhe über Grund und das rechtzeitige Abfangen des Sturzfluges fast unmöglich. Zudem war im steilen Sturzflug infolge der Konzentration des Flugzeugführers auf visuelle Zielerkennung sowie -erfassung eine Beachtung des Höhenmessers erschwert.
Der Gruppenkommandeur, Hauptmann Sigel, ging als Erster in den Sturzflug über und durchstieß die geschlossene Wolkendecke statt bei vermeintlichen 900 Metern in nur 100 Metern Höhe. Er konnte seine Maschine noch entlang einer Schneise im Hochwald hochziehen. Er warnte seine Gruppe über Funk. Seine beiden unmittelbar folgenden Rottenflieger stürzten in den Wald. Die 2. Staffel mit neun Maschinen sowie zwei Ju 87 der 3. Staffel konnten ebenfalls nicht mehr rechtzeitig abfangen, hatten zum Teil Strömungsabriss beim Hochziehen und stürzten ab.
Der verantwortliche Gruppenkommandeur, Hauptmann Sigel, wurde bei der folgenden juristischen Untersuchung freigesprochen, da er sich auf die fehlerhafte Meldung des Flugwetterdienstes berufen konnte.